# Chấn thương tủy sống
Chấn thương tủy sống (spinal cord injury-SCI) là tổn thương tủy sống gây ra những thay đổi tạm thời hoặc vĩnh viễn trong chức năng của nó. Các triệu chứng có thể bao gồm mất chức năng cơ, cảm giác hoặc chức năng tự trị ở các bộ phận của cơ thể được phục vụ bởi tủy sống dưới mức chấn thương. Chấn thương có thể xảy ra ở bất kỳ mức độ nào của tủy sống và có thể là chấn thương hoàn toàn, với sự mất hoàn toàn cảm giác và chức năng cơ bắp, hoặc không đầy đủ, có nghĩa là một số tín hiệu thần kinh có thể đi qua khu vực bị tổn thương của dây. Tùy thuộc vào vị trí và mức độ nghiêm trọng của thiệt hại, các triệu chứng khác nhau, từ tê đến liệt đến tiểu tiện không tự chủ. Các kết quả lâu dài cũng có phạm vi rộng, từ phục hồi hoàn toàn đến tetraplegia vĩnh viễn (còn được gọi là liệt tứ chi) hoặc paraplegia. Các biến chứng có thể bao gồm teo cơ, loét áp lực, nhiễm trùng và các vấn đề về hô hấp.
Trong phần lớn các trường hợp, thiệt hại do chấn thương vật lý như tai nạn xe hơi, súng đạn, ngã hoặc chấn thương thể thao, nhưng nó cũng có thể là do các nguyên nhân không gây đau như nhiễm trùng, lưu lượng máu không đủ và khối u. Chỉ hơn một nửa chấn thương ảnh hưởng đến đốt sống cổ, trong khi 15% xảy ra ở mỗi đốt sống ngực, biên giới giữa đốt sống ngực và thắt lưng và đốt sống thắt lưng đơn thuần. Chẩn đoán thường dựa trên các triệu chứng và hình ảnh y tế.
Nỗ lực ngăn chặn SCI bao gồm các biện pháp cá nhân như sử dụng thiết bị an toàn, các biện pháp xã hội như quy định an toàn trong thể thao và giao thông và cải thiện thiết bị. Điều trị bắt đầu bằng việc hạn chế chuyển động của cột sống và duy trì huyết áp đầy đủ. Corticosteroid chưa tỏ ra hữu ích. Các can thiệp khác nhau tùy thuộc vào vị trí và mức độ chấn thương, từ nghỉ ngơi tại giường đến phẫu thuật. Trong nhiều trường hợp, chấn thương tủy sống đòi hỏi phải điều trị lâu dài về thể chất và nghề nghiệp, đặc biệt nếu nó cản trở các hoạt động của cuộc sống hàng ngày.
Tại Hoa Kỳ, khoảng 12.000 người mỗi năm sống sót sau khi bị chấn thương cột sống.  Nhóm thường bị ảnh hưởng nhất là nam thanh niên trưởng thành.  SCI đã chứng kiến những cải tiến lớn trong việc chăm sóc từ giữa thế kỷ 20. Nghiên cứu các phương pháp điều trị tiềm năng bao gồm cấy ghép tế bào gốc, vật liệu được thiết kế để hỗ trợ mô, kích thích cột sống ngoài màng cứng và exoskeletons mặc được.